# Krischan Koch
Krischan Koch (* 1953 in Hamburg) ist ein deutscher Schriftsteller und Journalist.

## Leben
Koch schreibt Kriminalromane mit regionalem Bezug. Seine Krimis spielen überwiegend in Schleswig-Holstein, insbesondere in dem fiktiven Ort Fredenbüll.
Seine bekanntesten Romane mit dem Fredenbüller Dorfpolizisten Thies Detlefsen und seiner Kollegin, der Kriminalkommissarin Nicole Stappenbek, spielen auch auf Amrum und in Hamburg.
Davor schrieb er unter anderem die Bücher Flucht übers Watt und Venedig sehen und stehlen.
Hauptberuflich macht Koch Kabarett und Kurzfilme und schreibt Filmkritiken.
Koch lebt in Hamburg und auf Amrum.

## Werke
- Flucht übers Watt. Deutscher Taschenbuchverlag, München 2009 ISBN 978-3-423-40130-2.
- Venedig sehen und stehlen.  Deutscher Taschenbuchverlag, München 2011 ISBN 978-3-423-21305-9.
- Rote Grütze mit Schuss. Deutscher Taschenbuchverlag, München 2013 ISBN 978-3-423-41815-7.
- Mordseekrabben. Deutscher Taschenbuchverlag, München 2014 ISBN 978-3-423-21515-2.
- Rollmopskommando.  Deutscher Taschenbuchverlag, München 2015 ISBN 978-3-423-42669-5.
- Dreimal Tote Tante. Deutscher Taschenbuchverlag, München 2016 ISBN 978-3-423-21633-3.
- Backfischalarm. Deutscher Taschenbuchverlag, München 2017 ISBN 978-3-423-43119-4.
- Pannfisch für den Paten. Deutscher Taschenbuchverlag, München 2018 ISBN 978-3-423-21721-7.
- Mörder mögen keinen Matjes. Deutscher Taschenbuchverlag, München 2019 ISBN 978-3-423-21781-1.
- Friedhof der Krustentiere. Deutscher Taschenbuchverlag, München 2020 ISBN 978-3-423-43684-7.
- Jo, kann man essen. 70 spannende Rezepte aus Fredenbüll. Das Küstenkrimikochbuch, Christian, 2021 ISBN 978-3-959-61498-6
- Der weiße Heilbutt. Deutscher Taschenbuchverlag, München 2021 ISBN 978-3-423-21939-6.
- Mord im Nord-Ostsee-Express. Deutscher Taschenbuchverlag, München 2022 ISBN 978-3-423-21991-4
- Schnapt Scholle. Deutscher Taschenbuchverlag, München 2023 ISBN 978-3-423-21852-8
- Krieg der Seesterne. Deutscher Taschenbuchverlag, München 2024 ISBN 978-3-423-22049-1